# كريم خلف
كريم حنا خلف ولد في مدينة رام الله عام 1937، وأنهى دراسته الثانوية في مدارس مدينة رام الله كما حصل على شهادة الليسانس في الحقوق. ترأس مجلس بلدية رام الله عام 1972 بعد فوزه بالإنتخابات. كان عضواً بارزاً في الجبهة الوطنية الفلسطينية وقيادياً بارزاً في لجنة التوجيه الوطني التي كانت تشرف بتوجيه من منظمة التحرير على النضال الوطني ضد الإحتلال. كان عضواً في العديد من مجالس إدارات أكثر من جامعة ومؤسسة وجمعية فلسطينية وعلى مختلف المستويات الثقافية والزراعية والتعليمية. كما ساهم في إقامة العديد من المؤسسات الوطنية على أرض الوطن. عام 1976 قاد الإنتخابات البلدية ونجحت الكتلة الوطنية في تسلم مهام البلديات. تمت ملاحقته من سلطات الإحتلال لفترة طويلة حيث فرضت عليه الإقامة الجبرية سنوات طويلة ومنع مدة طويلة من السفر خارج الوطن. في العام 1982 أقالته السلطات من رئاسة البلدية ونفته إلى أريحا وفرضت عليه الإقامة الجبرية. ومنذ إبعاده عن رئاسة البلدية لم يتوان عن العمل من اجل مدينته ووطنه حتى توفي بتاريخ 30 مارس 1985.